# Signification (philosophie)
En philosophie la signification désigne un contenu de connaissance, non seulement le fond communicatif d'une expression de la langue (ce qui relève de la philosophie du langage), mais aussi le sens, la valeur, l'intention d'un geste, d'une pensée, d'un événement, d'une chose (ce qui relève de la métaphysique spéciale).
Les problèmes commencent très vite. D'abord, la notion de signification forme constellation avec d'autres notions, mais lesquelles ? le choix est vaste : sens, non-sens, référence, signifiance, expression, représentation, vérité, contexte, etc. Ensuite, les théories s'opposent. Deux grandes tendances se dégagent : les partisans de la logique (dont Bertrand Russell, le premier Wittgenstein, Rudolf Carnap) sont tentés par la réduction et la polarité « vrai/faux » ou « dénué de sens/doué de sens », le modèle des mathématiques, tandis que les partisans de l'interprétation (dont Roland Barthes) sont tentés par la liberté de juger, la polysémie, le modèle des mythes.

## Sens, signification, signifiance
La distinction entre sens et signification remonte à l'Encyclopédie de Diderot et d'Alembert, sous les signatures de César Chesneau Dumarsais puis de Nicolas Beauzée. Pour César Du Marsais (1765), la signification est le contenu d'un mot isolé, tandis que le sens est le contenu d'un mot dans le contexte d'une expression ou phrase.  La distinction intervient donc ici sur les niveaux de la description (mot ou texte). « C'est une règle des plus communes du raisonnement, que, lorsqu'au commencement du discours on a donné à un mot une certaine signification, on ne doit pas lui en donner une autre dans la suite du même discours » (Du Marsais, Œuvres, t. IV, p. 237). Pour Nicolas Beauzée, la signification est le sens propre (primitif et fondamental), le sens renvoie aux acceptions qui en dépendent.
Le Trésor de la langue française le rappelle, l'opposition sens/signification ne fait pas unanimité.

« La dissociation des concepts de sens et de signification est fréquente dans les théories sémantiques. Cependant, il n'y a pas de consensus et les deux mots recouvrent des définitions différentes selon les écoles linguistiques. Pour certains, qui fondent la distinction sur l'opposition de l'intension et de l'extension, le sens d'un signe correspond à l'aspect intensionnel du concept alors que 'la signification […] d'un signe représente l'aspect extensionnel d'un concept […]. Si […] on parle des significations possibles (des denotata) du signifiant ville ou town, on pense précisément à une certaine ville, ou à plusieurs villes, ou à toutes les villes' (H.-E. Breckle, Sém., 1974, pp. 44-45). Pour d'autres, plus nombreux, la distinction repose sur des oppositions telles que langue/discours ou type/instance. Ainsi : 'La signification relève de l'énonciation et de la pragmatique ; elle est toujours liée à la phrase' (Alain Rey, Sémiot., 1979), ou : 'L'énoncé: Donne-le-moi a toujours la même signification, mais son sens varie pour chaque énoncé, selon le lieu, le temps, les interlocuteurs, l'objet visé' (Georges Mounin, 1974, s.v. sens), ou encore, en permutant les termes de l'opposition : 'La phrase 'C'est réussi' véhicule l'idée de « résultat favorable ». Pourtant, prononcée dans certaines circonstances et avec une intonation particulière, le sens littéral de « réussite » disparaît totalement au profit de la « signification », exactement contraire de « revers » ou d'« échec » : c'est réussi ! (Robert Martin, Inférence, antonymie et paraphrase, 1976, pp. 16-17). »

Pour Ferdinand de Saussure, la signification est une relation interne au signe qui réunit le signifiant (image acoustique, suite de phonèmes, par exemple le son /soer/) au signifié (concept, par exemple le concept de sœur). C'est une relation de présupposition réciproque et d'interdépendance qui fait que chacune des faces du signe (signifiant, signifié) ne peut se concevoir isolément. Pour Ferdinand de Saussure (1916), le sens d'un signe linguistique est constitué par la représentation suggérée par ce signe lorsqu'il est énoncé. La langue est comme une feuille de papier qui a la pensée pour recto et le son pour verso. Le sens réside dans la concomitance entre pensée et sons. D'autre part, à côté de cette perspective interne, Saussure distingue signifié et référent ; ses disciples distinguent la relation sémantique (interne au signe, entre signifiant et signifié, c'est-à-dire phénomène matériel et concept) et la relation référentielle (externe, entre signe global et objet). Enfin, la valeur d'un terme n'est qu'un élément de sa signification. La valeur linguistique est le sens d'une unité définie par les positions relatives de cette unité à l'intérieur du système linguistique. La valeur s'oppose à la signification définie par référence au monde matériel. Par exemple, la signification de l'anglais sheep et du français mouton est identique, mais leur valeur est différente, car le mot sheep suppose, à côté de lui, un second terme, mutton (la viande de mouton), alors que le terme français est unique. 
Qu'est-ce que la signifiance ? C'est le sens d'une expression dans la mesure où ce sens n'est pas identifiable ni réductible à la référence. Par exemple, un syncatégorème (« tous », « ne pas », « et », « si », les connectifs, les auxiliaires du verbe exprimant les modalités logiques…) est un terme qui n'a de signification autonome, mais seulement quand il relie ou se rapporte à d'autres termes appelés catégorèmes (noms, verbes, adjectifs), il ne désigne pas de référé, il n'a de sens que dans le flux du discours. De même un type, selon Russell, a de la signifiance, un sens syntaxique, pas de la signification.
E. D. Hirsch (1967) oppose signification et signifiance. La signification d'une œuvre est sa structure intentionnelle créée par l'auteur, sa signifiance est la mise en relation de cette signification avec les préoccupations, intérêts, manières de voir, etc. du récepteur.
Oswald Ducrot présente la signification comme le sens sémantique, et le sens comme le sens pragmatique.
Pour François Rastier, la signification est une propriété du signe, elle concerne les relations entre le signifiant et le signifié ou entre le concept et le référent, alors que le sens est une propriété du texte, il concerne le parcours entre contenu et expression.

## Théories
Aristote est à l'origine du triangle sémiotique : parole/concept (« état d'âme »)/chose. La signification se situe au niveau des mots, et c'est une « chose humaine ». 

« La parole [1] est un ensemble d'éléments symbolisant les états de l'âme [2], et l'écriture un ensemble d'éléments symbolisant la parole. Et, de même que les hommes n'ont pas tous le même système d'écriture, ils ne parlent pas tous de la même façon. Toutefois, ce que la parole signifie immédiatement, ce sont des états de l'âme qui, eux, sont identiques pour tous les hommes ; et ce que ces états de l'âme représentent, ce sont des choses [3], non moins identiques pour tout le monde. »

— Aristote, De l'interprétation, (1,16 a, 3-8)
Le logicien Lotze (Logique, 1874) identifiait validité et signification. 
Avec Frege, Peirce, le problème du langage, du sens, de la signification l'emporte sur le problème de la connaissance. C'est le linguistic turn dont a parlé R. Rorty.
En 1892, le logicien Frege, sans distinguer sens et signification, distingue sens et référence (Sinn und Bedeutung). Chaque nom propre, chaque expression possède une signification composée de deux composantes, de deux valeurs sémantiques : le sens, la dénotation (référence). Deux expressions sont synonymes si elles ont même sens et même dénotation. Deux expressions peuvent avoir des sens différents et cependant avoir un même référé. Exemple de Frege : les deux expressions « l'étoile du matin » et « l'étoile du soir » ont le même référent, qui est la planète Vénus, il y a identité, mais pas tautologie, puisqu'une information est là. Le sens est la pensée exprimée, « le mode selon lequel l’objet est donné » par le nom, ce qui permet de connaître (Frege ne pense pas en psychologue, à quelque chose de mental, mais il pense en logicien, à un procédé, à un système de règles ou de critères) ; le référent (appelé aussi « dénoté ») est l'objet désigné, la réalité visée, ce sur quoi porte l'expression. « L'étoile la plus éloignée de la terre » a un sens (Sinn) mais n'a pas de référent, pas de dénotation (Bedeutung). Frege distinguait le sens d'un signe de la représentation qu'il évoque : le sens est objectif et invariable, la représentation est subjective et fluctuante d'un individu à l'autre. Pour Frege, à tout concept pourvu de sens correspond un objet, un ensemble : son extension. Mais Russell, lui, écrit en 1902 que cela conduit à une contradiction. Si l'on suit Frege, il existe des ensembles qui appartiennent à eux-mêmes et d'autres non ; ainsi, l'ensemble de tous les ensembles est un ensemble qui appartient à lui-même, mais l'ensemble de tous les hommes n'est pas un homme, il n'appartient pas à lui-même. C'est le paradoxe de Russell. Frege distingue sens et idée. « Le sens réel d'une proposition est le même pour tout le monde ; mais les idées qu'une personne associe avec la proposition lui appartiennent à elle seule... Personne ne peut avoir les idées de quelqu'un d'autre » (lettre à Wittgenstein, 1919).
Dès 1897, le logicien Charles Peirce estime que le signe est une triade : representamen, objet, interprétant. [1] Un representamen (signe matériel) dénote [2] un object, un objet (un objet de pensée) grâce à [3] un interpretant, un interprétant (une représentation mentale de la relation entre le representamen et l'objet, un sens). Le représentamen est premier (c'est la pure possibilité de signifier), l'objet est deuxième (c'est ce qui existe et dont on parle), mais ce processus s'effectue en vertu d'un interprétant (c'est ce troisième terme qui donne à la relation de signification son caractère dynamique). Par exemple, le mot « chat » est le representamen, l'objet est ce qui est désigné par ce mot, et le premier interprétant est la définition reçue de ce mot : le concept de chat. (Encyclopédie de la philosophie, Le livre de poche, 2002, p. 1503). 

« Un Signe, ou Representamen, est un Premier, qui entretient avec un Second, appelé son Objet, une telle véritable relation triadique qu'il est capable de déterminer un Troisième, appelé son 'Interprétant', pour que celui-ci assume la même relation triadique à l'égard du dit Objet que celle entre le Signe et l'Objet. »

— Charles Peirce, Écrits sur le signe, trad., 1978.
D'autre part, le pragmatisme de Peirce définit ainsi la signification :

« Considérez comment nous concevons les effets de l'objet de nos conceptions, effets qui ont de manière concevable une portée pratique. Alors la conception que nous avons de ces effets constitue la totalité de notre conception de ces objets. »

— Peirce, How to make our ideas clear, in Collected Papers, vol. V, 402.
William James interprète ainsi la pensée de Peirce : 

« Pour développer la signification d'une pensée, il nous faut seulement déterminer la conduite qu'elle est apte à produire ; cette conduite est pour nous sa seule signification et sa seule importance »

— William James, The pragmatic method, in Essays in Philosophy, p. 124.
Bertrand Russell a développé dès 1903, dans Principles of Mathematics, une théorie du sens, référentielle et antipsychologique. Tout mot possède une référence sous forme de terme. Les noms propres (grammaticaux) ont une signification (meaning) en ce qu'ils se réfèrent directement à une chose : personne ou objet : « Scott » signifie l'individu Walter Scott ; les noms généraux ont une signification en ce qu'ils se réfèrent directement aux concepts au sens large : prédicats et relations. Le sens se déploie chez Russell en trois modalités.
1. le sens dans sa modalité signification (meaning). Ici le sens est une notion ontologique. Cette modalité est référentielle : la signification est une relation référentielle directe et immédiate. La signification des noms authentiques assure la référence immédiate à des entités réelles, qu'elles existent comme les choses (la baleine particulière) ou subsistent comme les concepts (la baleine générique). Russell, contre Frege, défend une conception strictement référentielle du sens.
2. le sens dans sa modalité dénotation (denoting). Ici le sens est une notion logique. La dénotation est aussi référentielle, mais elle inaugure un processus indirect et proprement logique d'inférence. Les descriptions définies (« L'auteur de Waveley » pour désigner Walter Scott) ne dénotent plus par elles-mêmes, mais seulement contribuent à la signification, c'est-à-dire à la référence de la phrase qui les contient. En plus des noms propres et généraux, les expressions dénotantes sont des constructions linguistiques complexes qui mettent en jeu les mots logiques : « le », « tous les », « chaque », elles réfèrent indirectement à des choses cas particulier de « le ») ou à des objets logiques..
3. le sens dans sa modalité signifiance (significance). Ici le sens est une notion syntaxique. La signifiance est seule garante de la bonne formation des formules du discours. On est là dans la dimension syntaxique du sens, celle de l'usage catégorématique ouvert par le principe de la dénotation. À cette analyse des règles d'usage des signes complexes du langage naturel, il convient d'ajouter celle des contraintes syntaxiques de sens imposées à la construction de la langue logique elle-même.
Pour le Wittgenstein du Tractatus (1921), la pensée s'identifie au langage, le sens est calcul de vérité (d'où des tables de valeurs de vérité) et il renvoie à la question de la référence (les propositions doivent représenter des faits et leurs liaisons, de façon extra-linguistique). En modifiant Frege, Wittgenstein, soutient que seule la proposition (Satz) a un sens, et seul un nom ou un signe primitif a une dénotation (Bedeutung) et représente (vertreten) l'objet.

« 4. - La pensée est la proposition ayant un sens.
4.001 - La totalité des propositions est le langage.
4.002 - L'homme possède la faculté de construire des langages, par lesquels chaque sens se peut exprimer, sans avoir nulle notion ni de la manière dont chaque mot signifie, ni de ce qu'il signifie… Le langage travestit la pensée…
4.003 - La plupart des propositions et des questions qui ont été écrites sur des matières philosophiques sont, non pas fausses, mais dépourvues de sens (unsinning). […]
4.021 - La proposition est une image de la réalité […]
4.022 - La proposition montre son sens. »

La méthode va donc consister à distinguer entre les propositions dotées de sens (elles proviennent de la science) et les propositions qui en sont dépourvues (elles proviennent de la métaphysique). Wittgenstein classe toute idée en l'une de ces trois catégories de propositions (Wittgenstein, Tractatus, 4.11-4.116).
1. proposition privée de sens, c’est-à-dire absurde (unsinnig, nonsensical), logiquement mal formée, donc sans signification ; exemples : erreur catégorielle (« La pluie est un nombre premier »), substantivation (« La pluie est un bienfait »), mot creux (« La pluie vivifie »), question multiple (« La pluie recommence-t-elle ? » = « La pluie est-elle déjà tombée ? » + « Tombe-t-elle à nouveau ? »). La philosophie abuse de ces « pseudo-propositions dépourvues de sens » (Tractatus, 4.1272, 4.003).
2. proposition privée de contenu, c’est-à-dire « vide de sens » (sinnlos, without sense), « analytique » (au sens de Kant), dénuée d'information sur le réel, même si elle est grammaticalement correcte ou logiquement bien formée ; c’est soit une tautologie (« Il pleut ou il ne pleut pas »), soit une contradiction (« Il pleut et il ne pleut pas »). Les formules logiques sont des tautologies ; les jugements moraux sont des non-sens : invérifiables, sans propriété naturelle.
3. proposition pourvue de sens et de contenu, c’est-à-dire expressive, signifiante (sinnvoll, meaningful), à la fois « bien formée » et connectée au réel ; exemples : une donnée sensible éprouvée (« Dehors il y a la pluie » Carnap), une donnée physique vérifiable (« Il pleut davantage à Paris en août qu’en janvier »). Les sciences expérimentales donnent de telles propositions, bipolaires (vraies ou fausses).
C. K. Ogden et I. A. Richards (The Meaning of Meaning, 1923) Ogden et Richards soutiennent que les problèmes dans la communication humaine viennent de la tendance des locuteurs à traiter les mots comme des choses. On confond le nom d'un objet avec cet objet même. Or les mots ne possèdent pas un sens canonique. Le sens d'un mot est déterminé par le vécu, passé et présent, des locuteurs qui rencontrent ce mot dans des situations bien précises. Comme chaque locuteur interprète les mots en fonction de son vécu, les mots revêtent divers sens qui dépendent des sujets parlants. Cela explique les malentendus.
Rudolf Carnap, en 1931, dans un article dévastateur, Le dépassement de la métaphysique par l'analyse logique du langage, accentue le premier Wittgenstein. Son empirisme logique soutient que l'énoncé « vide de sens » (sinnlos), invérifiable, est aussi « privé de sens » (unsinnig), absurde : ce qui n'a pas de contenu empirique, de base expérimentale (physique ou sensorielle) n'a pas de sens, de signification. Les énoncés de la métaphysique ne sont pas plus vrais que faux, ils violent les règles de la syntaxe, ils ne forment que des « simili-énoncés » (Scheinsätze), comme on le voit dans  cette phrase de Heidegger « Le néant néantise ».
En 1947, dans Meaning and Necessity, Carnap soutient l'existence de deux composantes de la signification : l'extension et l'intension. L'extension est la référence objectale externe ; l'extension d'un terme individuel (comme « Carnap ») est l'individu concret désigné, l'extension d'une propriété est la classe ou l'ensemble des objets qui ont cette propriété, l'extension d'une proposition est sa correspondance ou non aux faits. L'intension est le concept que la construction linguistique tente de susciter ou suscite chez l'auditeur ou le lecteur. Dans un prédicat comme « être maréchal d'Empire », l'extension — comme la référence (Bedeutung) selon Frege — désigne une classe d'individus ayant le même prédicat : l'ensemble de ces maréchaux. L'intension — comme le sens (Sinn') selon Frege — désigne la propriété, « être maréchal est une dignité, et non un grade ». L'extension et l'intension — contrairement à ce qui se passe chez Frege — ne varient pas avec le contexte, qu'il soit ordinaire (« Ney est un maréchal d'Empire ») ou oblique (« Je crois que Ney est un maréchal d'Empire »).   
La grande maxime du néo-positivisme (Carnap, Neurath…), c'est la théorie vérificationniste de la signification cognitive, pris vers 1930 à Wittgenstein (qui, plus tard, nia avoir jamais eu l'intention de faire de ce principe le fondement d'une théorie de la signification). Un énoncé a une signification cognitive, autrement dit il fait une assertion soit vraie soit fausse, si et seulement s'il n'est pas analytique (réductible à des tautologies) ou contradictoire, ou s'il est logiquement déductible d'une classe finie d'énoncés observationnels. Dans un article intitulé Testability and Meaning (1936-1937), Carnap écrit ceci :

« Je m'efforcerai de formuler le principe de l'empirisme avec le plus d'exactitude, en proposant pour critère de signification une exigence de confirmabilité ou de testabilité. »

Waisman formule ainsi le principe de vérification :

« S'il n'existe aucun moyen pour dire quand un énoncé est vrai, alors l'énoncé n'a pas de sens, car le sens d'un énoncé est la méthode de sa vérification. »

— Waisman, in A. Soulez, Manifeste du cercle de Vienne et autres écrits, PUF, 1985, p. 55.
Après 1932, Wittgenstein modifie sa philosophie, il insiste sur l'utilisation effective du langage. La signification (Bedeutung) d'un mot ne réside pas dans sa référence concrète, mais dans son emploi dans le langage. Wittgenstein, Investigations philosophiques (1936-1949, 1re éd. 1953, § 9-11) :

« L'usage des mots… Que désignent dès lors les mots de ce langage ? Ce qu'ils désignent, comment cela doit-il se montrer, si ce n'est dans la manière de leur usage ? […] Songez aux outils d'une boîte à outils : il y a là un marteau, des tenailles, une scie, un tournevis, un mètre, un pot de colle, de la colle, des clous et des vis. Autant les fonctions de ces objets sont différentes, autant le sont les fonctions des mots. […] Ce qui nous égare, c'est l'uniformité de leur aspect. Car leur utilisation n'apparaît pas si clairement. »

Dans le béhaviorisme ou comportementalisme, le schéma clef est celui de stimulus/réponse. En linguistique (Leonard Bloomfield, Le langage, 1933, trad. 1970), la signification est l'ensemble des ripostes de comportement suscitées par une émission linguistique. Le sens d'une unité, c'est la somme des situations où elle apparaît comme stimulus et des comportements -réponses que ce stimulus entraîne de la part de l'interlocuteur. Étant donné l'impossibilité de faire cette somme, il s'agit d'un refus de poser le problème du sens.
Le logicien polonais Kazimierz Ajdukiewicz (1890-1963), célèbre par l'article Sprache und Sinn (Langue et sens) (1934) a donné la « théorie juridique de la signification », empiriste. Les énoncés portant sur le sens sont normatifs (de jure). Signifier, ce n'est ni dénoter ni connoter. Le sens d'une expression est déterminé dans le langage donné par les règles qui gouvernent son usage : règles axiomatiques, règles déductives, règles empiriques.
Roland Barthes a développé une « sémiologie de la signification ». Dans Mythologies (1957), il décrit des mythes aussi divers que la Citroën DS, le catch, le vin et le visage de Greta Garbo. En 1971, dans Une problématique du sens (Messages, 1), distingue trois régimes anthropologiques du sens : la monosémie (un seul sens), la polysémie (plusieurs sens), la pansémie (tous les sens possibles). Et, poursuit Roland Barthes, en accord Michel Foucault, les institutions sociales admettent l'interprétation ou non, elles surveillent le sens. 

« L'institution sociale se donne toujours comme tâche de surveiller le sens, de surveiller la prolifération des sens ; par exemple, le développement considérable de la formalisation mathématique dans le langage des sciences humaines est un moyen de lutter contre les risques de polysémie ; dans l'interprétation des textes littéraires s'exerce aussi une sorte de surveillance de l'institution, de l'Université en l'occurrence, sur la liberté d'interprétation des textes, c'est-à-dire sur le caractère en quelque sorte polysémique infini d'un texte littéraire. »

L'imagerie cérébrale a établi certains faits. Les images cérébrales obtenues avec une caméra à positons montrent que lorsqu'un sujet entend un discours sans le comprendre, l'activité du cerveau est limitée au système auditif, mais, lorsqu'il comprend, un nombre important d'aires cérébrales dans les régions frontales et temporales de l'hémisphère gauche s'activent. Ainsi, un signifiant peut être produit et perçu sans que lui soit automatiquement associé un signifié.